# روي أغواس
روي أغواس (بالبرتغالية: Rui Águas‏) مواليد 28 أبريل 1960 في لشبونة، هو لاعب كرة قدم برتغالي سابق كان يلعب كمهاجم. سبق له أن لعب في كأس العالم لكرة القدم مع منتخب بلاده.

## مرحلة الشباب

### أندية لعب لها
- نادي بنفيكا
- سبورتينغ لشبونة

## المسيرة الاحترافية

### أندية لعب لها
- أتليتيكو كلوب دي برتغال
- نادي بنفيكا
- نادي بورتو
- إستريلا دا أمادورا
- نادي ريجيانا 1919

## روابط خارجية
- روي أغواس على موقع الاتحاد الدولي (مؤرشف)  (الإنجليزية)
- روي أغواس على موقع الاتحاد الأوربي (الإنجليزية)
- روي أغواس على موقع قاعدة بيانات كرة القدم.إي يو (الإنجليزية)
- روي أغواس على موقع ناشيونال فوتبول تيمز (الإنجليزية)